# Поповка (Зубово-Полянський район)
Попо́вка (рос. Поповка, ерз. Поповка) — селище у складі Зубово-Полянського району Мордовії, Росія. Входить до складу Мордовсько-Полянського сільського поселення.
Населення — 169 осіб (2010; 192 у 2002).
Національний склад станом на 2002 рік:
- мордва — 96 %